# 陈肖霞
陳肖霞（1962年10月8日—），广东东莞人，中国前跳水运动员，中国第一位跳水世界冠军，《游泳世界》杂志曾称誉她为“跳水皇后”。

## 生平
陈肖霞1973年开始接受跳水专业训练，次年进入广东省跳水队，1976年获得全国亚军，次年入选中国国家跳水队。1978年，陈肖霞夺得了亚运会女子跳台跳水金牌，次年夺得世界大学生运动会女子跳台冠军。1981年、1983年获得第二、三屆跳水世界盃女子10米跳臺冠军，成为中国首位跳水世界冠军，但是未能夺得世界游泳錦標賽冠军，由于中国抵制了莫斯科奥运会，故而未能在其黄金时期获得奥运金牌。1984年，陈肖霞在洛杉矶奥运会上发挥不佳，仅取得女子跳台第4名，赛后宣布退役。
陳肖霞是第六屆全國人大代表。

## 外部連結
- 陈肖霞在国际奥林匹克委员会的资料